# Cabração
Cabração ist ein Ort und eine ehemalige Gemeinde (Freguesia) im nordportugiesischen Kreis Ponte de Lima der Unterregion Minho-Lima. Die Gemeinde hatte 118 Einwohner (Stand 30. Juni 2011).
Am 29. September 2013 wurden die Gemeinden Cabração und Moreira do Lima zur neuen Gemeinde Cabração e Moreira do Lima zusammengeschlossen.